# Jean-Pierre Audy
Jean-Pierre Audy (ur. 12 czerwca 1952 w Tulle) – francuski polityk, finansista i samorządowiec, eurodeputowany. Kawaler Legii Honorowej.

## Życiorys
Z wykształcenia księgowy. Ukończył studia na wydziale księgowości, finansów i prawa przedsiębiorstw na uczelni w Clermont-Ferrand. Uzyskał magisterium z nauk ekonomicznych w Wyższej Szkole Handlowej. Kształcił się też m.in. w International Student Center na University of California w Los Angeles. Prowadził własną działalność w ramach biura usług księgowych i następnie spółki rewidentów. Był doradcą w Komitecie Międzynarodowych Praktyk Rewizji Finansowej oraz w Międzynarodowej Federacji Księgowych. Działał także w krajowym samorządzie zawodowym, m.in. jako prezes Regionalnej Rady Księgowych w Limoges i zastępca prezesa Głównej Rady Księgowych, a także wiceprezes Zrzeszenia Izb Handlu i Przemysłu we Francji.
W latach 1977–1995 pełnił funkcję zastępcy mera Meymac. Sprawował też mandat radnego różnych szczebli. W 2004 bez powodzenia kandydował do Parlamentu Europejskiego z listy Unii na rzecz Ruchu Ludowego. Europosłem został w 2005 po rezygnacji Brice'a Hortefeux. W 2009 został wybrany na kolejną kadencję.